# CBF-ranking
De CBF-ranking is een rangschikkingssysteem opgezet door de Braziliaanse voetbalbond CBF en bestaat uit twee ranglijsten die jaarlijks bijgewerkt worden door de CBF. Er is enerzijds de clubranking en anderzijds de staatsranking. Aan de hand van deze lijsten selecteert de bond deelnemers voor de Copa do Brasil, Série D en de Copa Sudamericana.

## Telsysteem
De CBF gebruikte door de jaren heen verschillende criteria, waar vaak kritiek op kwam. Het huidige puntensysteem werd in 2013 in gebruik genomen. Waar in het verleden rekening gehouden werd met een langere historie wordt er nu gekeken naar de resultaten van de afgelopen vijf jaar, waarbij de laatste seizoenen zwaarder doorwegen. Via de clubranking wordt zo ook de staatsranking gemaakt.
De winnaar van de Série A, B, C en D ontvangen respectievelijk 800, 400, 200 en 100 punten. De vicekampioen van elke divisie krijgt 80% van de punten van de kampioen, de nummer drie 75% en de nummer vier 70%. Vanaf de vijfde plaats krijgt een club telkens 1 procent minder dan de vorige tot 51% voor de nummer 23. Indien er meer deelnemers zijn in de competitie is het laagste 50%. .
Clubs die deelnemen aan de Copa do Brasil krijgen ook punten op basis van hun resultaat: de winnaar krijgt 600 punten, de finalist 480, de halvefinalisten 450, de kwartfinalisten 400 en de achtste finalisten 200. Clubs die in de tweede fase van 2012 of de derde van 2013 geraakt zijn krijgen 100 punten. Deelnemers die in 2012 in de eerste fase geëlimineerd werden of in de tweede fase na 2013 krijgen 50 punten. Clubs die vanaf 2013 in de eerste fase uitgeschakeld worden krijgen 25 punten.
Clubs die in 2012 deelnamen aan de Copa Libertadores en bijgevolg dus niet aan de Copa do Brasil ontvingen 400 punten, ongeacht de fase die ze bereikt hebben in de competitie. De score die behaald wordt in een seizoen wordt met vijf vermenigvuldigt, die van het voorgaande jaar met vier en zo tot een voor vijf jaar geleden.

## Staatsranking
Onderstaand de ranking zoals bekendgemaakt door de CBF op 8 december 2023.
| Pos     | Pos                 | Federatie           | Punten  | Punten              | Plaatsen voor Copa do Brasil | Plaatsen voor Copa do Nordeste | Plaatsen voor Copa Verde | Plaatsen voor Série D |
| In 2024 | Vergeleken met 2023 | Federatie           | In 2024 | Vergeleken met 2013 | Plaatsen voor Copa do Brasil | Plaatsen voor Copa do Nordeste | Plaatsen voor Copa Verde | Plaatsen voor Série D |
| ------- | ------------------- | ------------------- | ------- | ------------------- | ---------------------------- | ------------------------------ | ------------------------ | --------------------- |
| 1       | Stabiel             | São Paulo           | 91.397  | (5.001)             | 6                            | —                              | —                        | 4                     |
| 2       | Stabiel             | Rio de Janeiro      | 52.969  | (836)               | 6                            | —                              | —                        | 3                     |
| 3       | (1)                 | Minas Gerais        | 41.799  | (1.390)             | 5                            | —                              | —                        | 3                     |
| 4       | (1)                 | Rio Grande do Sul   | 41.190  | (479)               | 5                            | —                              | —                        | 3                     |
| 5       | Stabiel             | Paraná              | 34.154  | (864)               | 5                            | —                              | —                        | 3                     |
| 6       | Stabiel             | Ceará               | 27.956  | (958)               | 3                            | 4                              | —                        | 3                     |
| 7       | Stabiel             | Goiás               | 25.501  | (1.002)             | 3                            | —                              | 2                        | 3                     |
| 8       | Stabiel             | Santa Catarina      | 24.431  | (1.725)             | 3                            | —                              | —                        | 3                     |
| 9       | Stabiel             | Bahia               | 20.427  | (716)               | 3                            | 4                              | —                        | 3                     |
| 10      | Stabiel             | Pernambuco          | 13.898  | (507)               | 3                            | 4                              | —                        | 2                     |
| 11      | Stabiel             | Alagoas             | 11.743  | (591)               | 3                            | 3                              | —                        | 2                     |
| 12      | Stabiel             | Mato Grosso         | 10.932  | (84)                | 3                            | —                              | 2                        | 2                     |
| 13      | Stabiel             | Pará                | 9.437   | (591)               | 3                            | —                              | 2                        | 2                     |
| 14      | Stabiel             | Maranhão            | 7.389   | (562)               | 3                            | 3                              | —                        | 2                     |
| 15      | Stabiel             | Rio Grande do Norte | 6.663   | (850)               | 2                            | 3                              | —                        | 2                     |
| 16      | Stabiel             | Paraíba             | 5.631   | (52)                | 2                            | 3                              | —                        | 2                     |
| 17      | (1)                 | Amazonas            | 5.279   | (1.138)             | 2                            | —                              | 2                        | 2                     |
| 18      | (1)                 | Sergipe             | 4.716   | (181)               | 2                            | 2                              | —                        | 2                     |
| 19      | Stabiel             | Piauí               | 4.270   | (154)               | 2                            | 2                              | —                        | 2                     |
| 20      | Stabiel             | Federaal District   | 3.365   | (41)                | 2                            | —                              | 2                        | 2                     |
| 21      | (1)                 | Espírito Santo      | 2.566   | (19)                | 2                            | —                              | 2                        | 2                     |
| 22      | (1)                 | Acre                | 2.502   | (268)               | 2                            | —                              | 2                        | 2                     |
| 23      | Stabiel             | Tocantins           | 1.953   | (31)                | 2                            | —                              | 2                        | 2                     |
| 24      | Stabiel             | Roraima             | 1.761   | (106)               | 2                            | —                              | 1                        | 1                     |
| 25      | Stabiel             | Mato Grosso do Sul  | 1.401   | (32)                | 2                            | —                              | 1                        | 1                     |
| 26      | Stabiel             | Rondônia            | 1.293   | (133)               | 2                            | —                              | 1                        | 1                     |
| 27      | Stabiel             | Amapá               | 1.211   | (92)                | 2                            | —                              | 1                        | 1                     |